# Earl Warren
Earl Warren (Los Angeles, 19 marzo 1891 – Washington, 9 luglio 1974) è stato un giurista e politico statunitense, governatore della California dal 1943 al 1953 e presidente della Corte Suprema americana dal 1953 al 1969. Il suo mandato fu caratterizzato da numerose decisioni che segnarono la storia politica e sociale del paese: lo status legale della segregazione razziale, i diritti civili, la laicità dello stato, e le procedure di arresto. È generalmente considerato uno dei più influenti giudici della Corte Suprema nella storia degli Stati Uniti.

## Biografia
Nato a Los Angeles e cresciuto a Bakersfield, frequentò l'Università della California di Berkeley sia come studente, sia per la specializzazione in Legge. Terminati gli studi, Warren lavorò per cinque anni in alcune ditte private nell'area della baia di San Francisco. Nel 1920 fu assunto dalla contea di San Francisco e nel 1925 venne nominato procuratore distrettuale della contea di Alameda, dove venne rieletto per tre volte all'incarico che durava 4 anni. Come procuratore, Warren si fece una reputazione di "duro" nella lotta al crimine e nessuna delle sue decisioni venne annullata in appello.
Warren divenne famoso in California e mentre era procuratore, venne nominato al Board of Regents dell'Università della California. Nel 1939 divenne Procuratore generale dello stato della California. Nel 1942 si presentò alle elezioni per la carica di Governatore dello stato nelle file del Partito Repubblicano e venne eletto. Nel 1946 Warren venne rieletto praticamente senza concorrenti e nel 1950 ottenne un terzo mandato.
Lo stato di servizio di Warren venne però macchiato dall'appoggio che egli diede alla politica di internamento dei civili nippo-americani durante la Seconda guerra mondiale. Il suo mandato di Governatore fu segnato anche da un grande impegno a supporto delle infrastrutture e della crescita economica dal finire della guerra fino alla metà degli anni sessanta. Warren e il presidente della University of California Clark Kerr operarono per la costituzione di un sistema universitario rinnovato che ha provveduto all'educazione, non particolarmente costosa, di due generazioni di californiani.
Nel 1948 Warren fu candidato vicepresidente con Thomas Dewey per presidente, ma Dewey fu battuto da Harry Truman. Nel 1953 Warren venne nominato presidente della Corte suprema dal presidente Dwight Eisenhower. Sorprendendo molti, Warren applicò la giustizia in modo molto più liberale di quello che era stato previsto.
Warren riuscì a far approvare una lunga serie di decisioni unanimi tra cui spiccano: nel 1954 Brown contro l'ufficio scolastico di Topeka, che determinò la fine della segregazione razziale nelle scuole pubbliche; la decisione Un uomo un voto, che cambiò il panorama elettorale in molte regioni, soprattutto quelle rurali; nel 1966 la decisione sul caso Miranda contro Arizona, che introdusse il cosiddetto Miranda warning, cioè l'obbligo imposto alle forze dell'ordine di informare l'arrestato dei propri diritti al momento stesso dell'arresto, pena l’illiceità dello stesso. Warren si ritirò dalla corte nel 1969.
Warren presiedette la Commissione Warren che indagò sull'attentato al presidente John Fitzgerald Kennedy e trasse la conclusione che si fosse trattato del gesto di una persona sola e non di un complotto, ma tre dei sette commissari non furono d'accordo con la teoria del proiettile unico. 
Fu iniziato in massoneria nella Loggia Sequoia n. 394 di Oakland, in California, l'11 ottobre 1919, e nel 1928 ne divenne il Maestro venerabile. Raggiunse il 33º grado del Rito scozzese antico ed accettato e fu Gran maestro della Gran Loggia di California dal 1935 al 1937.
Warren morì a Washington. È stato dato il suo nome ad un progetto di legge sui primi dieci emendamenti della Costituzione degli Stati Uniti, chiamato appunto Earl Warren Bill of Rights Project. Warren riposa nel Cimitero nazionale di Arlington, in Virginia.